# Sydney Fremantle
Sir Sydney Fremantle GCB MVO (16 de novembro de 1867 – 29 de abril de 1958) foi um oficial naval britânico que serviu na Marinha Real por quase cinco décadas. Era filho de Barberina Rogers e sir Edmund Fremantle, seguindo a mesma carreira de seu pai e alistando-se na marinha em 1881. Ele subiu pelas patentes, sendo promovido a tenente em 1887, comandante em 1889 e capitão em 1903. Recebeu em 1908 o comando do cruzador blindado HMS Lancaster, entrando para o Almirantado Britânico dois anos depois e tornando-se em 1912 presidente do Comitê de Sinais, ficando responsável por reformular o sistema de sinais existente. Foi promovido a contra-almirante em 1913 e no ano seguinte foi nomeado chefe da Divisão de Sinais da marinha.
Com a Primeira Guerra Mundial, Fremantle tornou-se em 1915 o segundo em comando da 3ª Esquadra de Batalha, sendo promovido um ano depois a comandante da 9ª Esquadra de Cruzadores e depois em 1917 da 2ª Esquadra de Cruzadores. Foi promovido a vice-almirante em janeiro de 1918 e nomeado Vice-Chefe do Estado Naval. Ele passou a defender a rendição da Frota de Alto-Mar alemã como condição para um armistício enquanto a guerra aproximava-se de seu fim, afirmando que do contrário a Alemanha ficaria tentada a começar um novo conflito. Fremantle continuou na marinha após o fim da guerra, recebeu várias condecorações e foi nomeado em maio de 1919 como o comandante da 1ª Esquadra de Batalha.
A frota alemã foi internada em Scapa Flow depois da guerra e a 1ª Esquadra de Batalha foi encarregada de vigiá-la. Surgiram temores entre os britânicos que os alemães iriam deliberadamente afundar seus navios, com Fremantle criando um plano para tomar as embarcações na data limite para a assinatura do Tratado de Versalhes. Como o prazo para a assinatura fora ampliado, Fremantle levou sua esquadra para realizar exercícios fora de Scapa Flow no dia 21 de junho. O contra-almirante alemão Ludwig von Reuter aproveitou a oportunidade e ordenou o afundamento deliberado de seus navios, com Fremantle voltando assim que os britânicos descobriram o que estava acontecendo. Algumas embarcações foram salvas e os alemães foram presos.
Fremantle foi promovido a almirante em 1922 e no ano seguinte foi nomeado Comandante em Chefe de Portsmouth, cargo que manteve até 1926. Ele aposentou-se da marinha em 1928 e foi nomeado Cavaleiro da Grande Cruz da Ordem do Banho e Membro da Real Ordem Vitoriana. Publicou suas memórias, intituladas My Naval Career: 1880-1928, em 1949. Foi casado duas vezes e teve três filhos com sua primeira esposa. Fremantle morreu aos noventa anos de idade em 1958, tendo doado todos os seus documentos, que hoje estão arquivados no Museu Marítimo Nacional e no King's College de Londres.